# SN 1993J
SN 1993J és una supernova ubicada a la galàxia Messier 81. Descoberta el 28 de març del 1993 per l'astrònom espanyol F. Garcia. Fins ara, és considerada la segona supernova Tipus II més brillant observada al segle xx després d'SN 1987A.
Les característiques espectrals d'aquesta supernova han anat variant. Inicialment, es veia com una supernova tipus II més (és a dir, una supernova formada per l'explosió d'una estrella gegant) amb una forta emissió de línia espectral d'hidrogen. Més tard, les línies d'hidrogen es varen esvair, llavors varen aparéixer fortes línies espectrals d'heli, provocant que la supernova semblés més una supernova tipus LB que tipus II.
Per tant, la supernova fou finalment classificada com una de tipus LLB, és a dir, un intermedi entre els tipus LB i II.